# Gare de Flaxlanden
Gare de Flaxlanden vasútállomás Franciaországban, Zillisheim településen.

## Vasútvonalak
Az állomást az alábbi vasútvonalak érintik:
- Párizs–Mulhouse-vasútvonal

## Kapcsolódó állomások
A vasútállomáshoz az alábbi állomások vannak a legközelebb:
- Gare de Mulhouse-Hasenrain
- Gare de Zillisheim
- Gare de Mulhouse-Ville